# Abezames

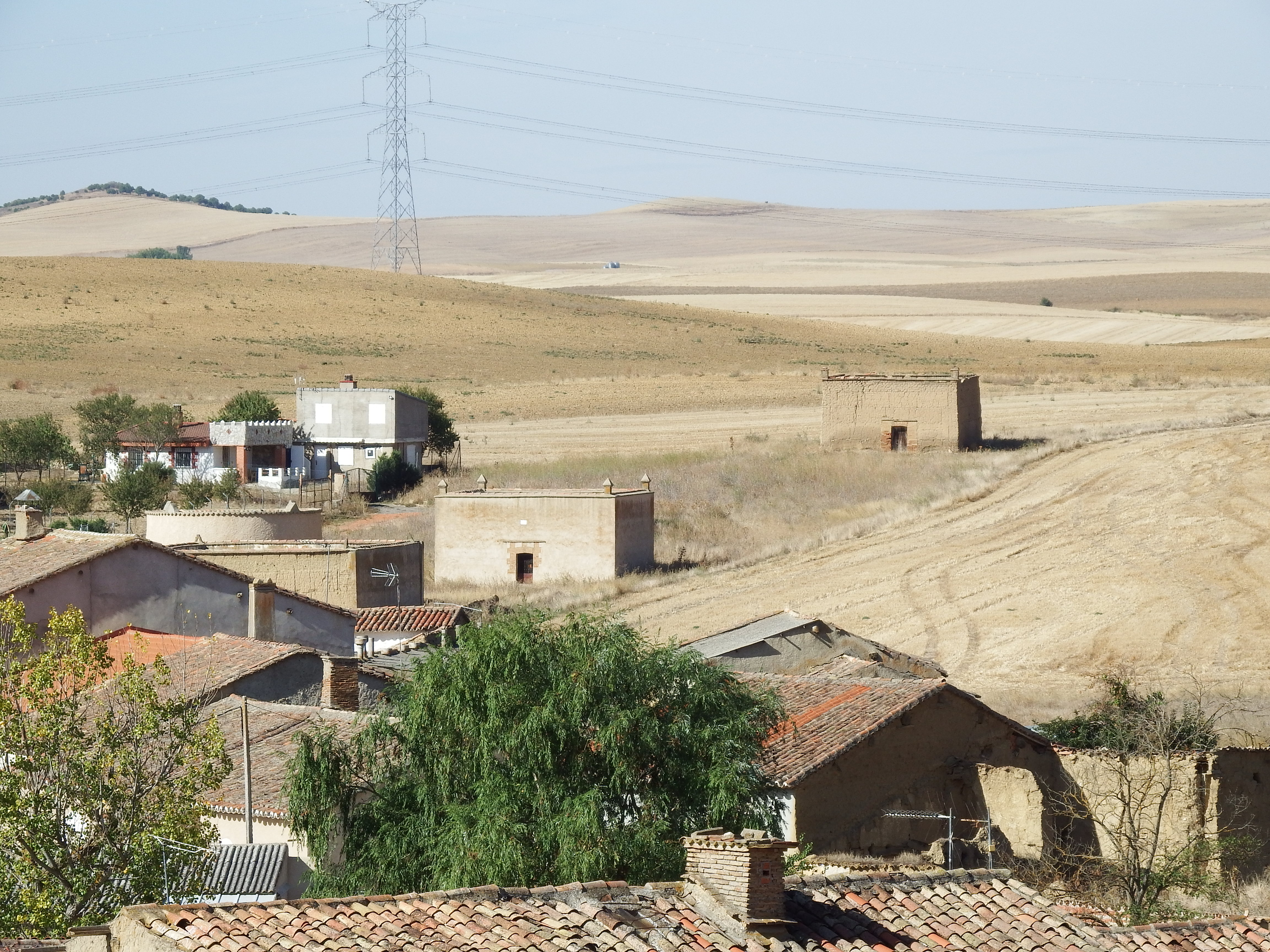

Abezames est une commune de la province de Zamora dans la communauté autonome de Castille-et-León en Espagne.

## Sites et patrimoine
Les édifices et sites notables de la commune sont :
- Église San Miguel Arcángel
- Église San Salvador
- Fontaine de la Fontana
- Fontaine del Salvador